# Turok (videogioco)
Turok è un videogioco FPS del 2008, sviluppato da Propaganda Games e pubblicato da Touchstone Pictures per PlayStation 3, Xbox 360 e Microsoft Windows. Si tratta del reboot della serie di videogiochi Turok.

## Trama
- Prologo: Joseph Turok è il nuovo membro della compagnia Whiskey, un team creato per catturare Roland Kane e riportarlo sulla Terra. Kane è stato mentore del protagonista e comandante del gruppo militare Wolf Pack, ma ora è un criminale ricercato per crimini di guerra, ed è riuscito a fuggire dalla Terra e a isolarsi in un pianeta sperduto. Il gioco inizia con un flashback che mostra l'ingresso di Turok nel Wolf Pack. Appena la nave del team raggiunge l'orbita del pianeta, un missile lanciato proprio dal pianeta l'abbatte, facendola precipitare.

- Il pianeta perduto: Miracolosamente salvi e appena fuori dal relitto, i superstiti si accorgono che il pianeta non è desolato come dovrebbe essere, ma assomiglia molto alla Terra durante il Mesozoico: vivi, spietati dinosauri assetati di sangue popolano le giungle, attaccando tutto ciò che si muove. Non solo: un esercito di soldati chiamato MG (Mendel-Gruman), sotto il controllo di Kane, setaccia l'intero pianeta alla ricerca dei sopravvissuti della Whiskey Company. In questo capitolo Turok incontra per la prima volta il Tyrannosaurus rex "Mamma Scarface" che divora alcuni soldati MG che lo stanno attaccando.

- Sangue amaro: Turok e Slade avanzano esplorando il pianeta alla ricerca dei resti della nave e si imbattono in una stazione MG, dove scoprono che il pianeta è in fase di terraformazione. Dopo aver fatto piazza pulita dei soldati, si riforniscono di armi e munizioni e s'incamminano nuovamente nella giungla.

- La valle mortale: Turok e Slade sperano di superare una valle attraversando un ponte visto in una mappa nella stazione MG appena superata ma, giunti sul luogo, scoprono che il ponte è distrutto. Costretti a cercare un'altra strada, i due soldati devono vedersela con un Giganotosaurus che fortunatamente viene attaccato da un enorme branco di Utahraptor. Slade trova una caverna che si inoltra nel sottosuolo, dove dovranno affrontare degli Utahraptor albini. Mentre sta per uscire dalle grotte, Turok vede crollare il passaggio che lo avrebbe condotto all'esterno. Dopo aver affrontato un periglioso percorso in solitaria, il duo trova la via di fuga, ma appena uscito dalla caverna, Turok e Slade sconfiggono un Dilophosaurus e un branco di Utahraptor. Alla fine del combattimento, i due soldati incontrano un terzo sopravvissuto che si unisce a loro.

- Incontri: Turok e i suoi due compagni continuano la ricerca del resto della nave e, dopo aver sconfitto una pattuglia di soldati MG che era sul luogo, riescono a raggiungere il luogo dello schianto dove incontrano il resto della squadra. Ad un tratto, l'accampamento è attaccato da un manipolo di guerrieri MG, al che Turok interviene per respingere gli aggressori nonostante la netta inferiorità numerica. Il piccolo gruppo di sopravvissuti si raduna al punto di impatto della nave per decidere la strategia da adottare: Cole, preso il comando della squadra, ordina a Turok di trovare l'unità COMM a lungo raggio con la quale chiamare la squadra di recupero.

- Fantasmi nell'ombra: Durante la ricerca del comunicatore, Turok trova un altro superstite di nome Cowboy; e tornerà al campo con lui; nel viaggio di ritorno, Cowboy viene però colpito da una freccia. Dopo aver riportato il ferito al campo, Turok, assieme a Gonzales e Foster, continua la ricerca del prezioso trasmettitore.

- Madre superiora: Durante la ricerca, Turok, Gonzales e Foster trovano un vecchio avamposto pieno di soldati MG e difeso da due cecchini. Foster viene ucciso, mentre gli altri due riescono a fare piazza pulita e a resistere all'offensiva MG. Gonzales trova il comunicatore ma viene divorato dalla Tyrannosaurus rex sfregiata, che porta con sé anche il comunicatore. Turok segue Mamma Scarface e, dopo avere attraversato il suo nido e la sua prole, si confronta con lei. Durante la lotta, Turok ferisce ancora il muso del dinosauro, ma, prima che possa darle il colpo di grazia, l'eroe viene scagliato oltre un terrapieno e sviene. Quando si risveglia è già notte e si avventura nella giungla infestata di pericoli per riportare al campo l'unità COMM.

- Campi della morte: Turok riesce a tornare al campo con il comunicatore, e al campo viene accolto da Cowboy che gli è riconoscente per averlo salvato, mentre Slade continua a non fidarsi di lui e ad accusarlo di essere una spia. Improvvisamente Cole viene ucciso da una freccia scagliata da John Grimes, vecchio compagno d'armi di Turok, e il gruppo viene attaccato da una squadra d'assalto MG supportata da un carro armato dalle fattezze di un ragno meccanico. Turok abbatte il carro armato con un lanciamissili, mettendo in rotta i nemici, ma la situazione è grave per la compagnia Whiskey, con tre uomini morti e l'unità COMM andata distrutta. Logan prende il comando e manda Turok, Slade e Carter ad indagare su alcune luci che s'intravedono in lontananza.

- Pagliuzza più corta: Mentre i tre s'incamminano nella foresta, Turok si accorge che qualcosa li sta seguendo. Il gruppo trova un laboratorio abbandonato e scopre che le luci intraviste nel cielo sono i fari di un APC semisepolto. Entrato nel laboratorio, il gruppo scopre che Kane sta studiando la tossina di un insetto locale e trova la posizione di una navetta spaziale situata in una stazione abbandonata. Vengono però attaccati da scorpioni giganti: Carter viene trascinato sotto terra, mentre Turok e Slade tentano di raggiungere un elicottero abbandonato; quando hanno quasi raggiunto il velivolo, il terreno sotto di loro cede e i due finiscono in una caverna sotterranea.

- Fuori combattimento: Turok si risveglia da solo e armato unicamente di un lanciafiamme, e comincia a cercare il compagno attraverso caverne vulcaniche infestate dagli scorpioni. Giunto in una vasta caverna, Turok trova un sinistro lago sotterraneo; mentre sta per attraversare un ponte di pietra, Turok vede Slade nascosto che gli fa cenno di fare piano. All'improvviso un mostruoso serpente marino emerge dalle acque: Turok riesce ad ucciderlo e, scampato il pericolo, i due proseguono verso la superficie, finché, dopo aver attraversato una base MG sotterranea, escono finalmente dalle caverne.

- La fine degli eroi: I due si ricongiungono con il resto della squadra e si dirigono verso la base in cui si trova la navetta. Dopo avere sconfitto un convoglio MG, il gruppo si divide: Turok, Logan, Shepard e Jericho cercano di entrare nella stazione dalla porta principale mentre il resto della squadra tenta di accedere attraverso un'altra entrata. Il gruppo di Turok viene attaccato da un elicottero e Logan, cercando di distruggerlo con il lanciamissili, perde la vita. Turok recupera l'arma e distrugge l'elicottero, permettendo loro di raggiungere l'ingresso della base. Grazie al sacrificio di Jericho, Turok e Shepard riescono entrare.

- Sale sulla ferita: Entrati nella stazione, Turok e Shepard neutralizzano i soldati MG e si ricongiungono al resto della squadra. Il gruppo riunito raggiunge la nave spaziale ma scopre che è stata distrutta da un crollo. Rientrati nella base scoprono da una registrazione che Kane vuole usare la tossina come arma biologica, e ciò che resta del team fugge dall'impianto.

- Fine della strada: Appena usciti dalla base, Turok e Shepard s'imbattono in uno sciame di velenose Meganeure, i pericolosi insetti da cui Kane ha estratto la tossina. Dopo essersi riunito al resto del gruppo, Turok guida i compagni verso il quartier generale di Kane: l'edificio è però ben difeso e uno dei membri del team rimane ucciso. Durante lo scontro che segue, il Tyrannosaurus rex irrompe sulla scena decimando le difese MG, permettendo a Turok di entrare nell'edificio.

- Far breccia: Il gruppo entra e decide di sabotare il piano di Kane, con Turok che si offre di piazzare delle bombe sui generatori dell'impianto. Dopo aver fatto esplodere il generatore, i sopravvissuti vengono catturati da Kane, che uccide Cowboy. Un'esplosione provvidenziale salva la vita a Turok e ai due compagni rimasti, permettendo però a Kane di scappare.

- Occhio per occhio: I tre superstiti trovano una nave spaziale e stanno per fuggire dal pianeta, quando Turok decide di rimanere per confrontarsi con Kane, mentre Shepard e Slade decollano. Prima di arrivare da Kane, Turok deve sconfiggere gli ultimi soldati MG, ben più pericolosi di quelli precedenti. Alla fine Turok viene attaccato da una navetta guidata da Kane e riesce ad abbatterla con un lanciamissili semiautomatico; dopo il disastroso impatto, i due sono finalmente faccia a faccia. Nonostante Turok sia stato allievo di Kane, dopo una breve lotta riesce a sconfiggerlo piantandogli nel petto del mentore un coltello, proprio il campo in cui il maestro era migliore. Rialzatosi esausto, Turok però assiste all'arrivo della Tyrannosaurus rex "Mamma Scarface". Con pochissime armi a disposizione, Turok riesce a piantare una granata nel cranio del dinosauro attraverso l'orbita vuota e a farlo così esplodere, uccidendo una volta per tutte Mamma Scarface. In quel momento, la nave della Whiskey Company torna per recuperare Turok: Slade ha finalmente accettato Turok e ha deciso di tornare a salvarlo. I tre sopravvissuti, Turok, Slade e Shepard, lasciano il pianeta ostile una volta per tutte dirigendosi verso casa.

## Modalità di gioco
Questo Turok usa una versione pesantemente modificata dell'Unreal Engine. Il gameplay è simile a quello della maggior parte degli sparatutto in prima persona, con una forte attenzione alla componente di sopravvivenza in ambienti naturali pericolosi. I nemici umani, sotto la guida di Kane, sono la principale minaccia per il giocatore, anche se i dinosauri possono spesso essere trovati vaganti durante il gioco. I dinosauri agiscono come una forza neutrale e volendo il giocatore può usarli a suo vantaggio; infatti potrà istigare i dinosauri ad attaccare le forze di Kane. Questo può essere fatto attirando l'attenzione dei dinosauri con i bengala, sparando alle uova ecc. L'I.A. dei dinosauri non è limitata ad un nemico specifico, grazie a questo lo stesso dinosauro può attaccare, ad esempio, sia un altro dinosauro che un alleato o un nemico di Turok.
Propaganda Games ha inserito un'ulteriore meccanica di gioco, lo stealth. Turok può usare il suo coltello per uccidere i nemici senza essere visto dagli altri avversari e quindi passare inosservato. Questi elementi di gioco sono stati resi opzionali, il che significa che il giocatore non è mai costretto a utilizzare dinamiche stealth, se non lo desidera.
La modalità multiplayer consente fino a 16 giocatori di giocare in scenari infestati dai dinosauri con sei modalità diverse e disponibili dall'inizio: Deathmatch, Deathmatch a squadre, Cattura la bandiera, Assalto cattura la bandiera, Guerra e Cooperativa.
Il "Raptor Map Pack" include altre cinque nuove mappe: Fuga, Desolazione, Sentinella, La rivalità continua e Test inclusione

## Veicoli
Ogni tanto nel gioco si incontreranno anche dei veicoli MG che però non potranno essere guidati.
- APC MG - è il veicolo da trasporto a terra dei soldati MG, può trasportare fino a sei soldati e ha una buona blindatura ma è sprovvisto di armi, è virtualmente indistruttibile, nonostante nel gioco se ne incontreranno un paio distrutti.
- Elicottero MG - Un futuristico elicottero che è molto veloce ma non è particolarmente corazzato, se ne vedono due versioni; una da trasporto che porta i soldati, e una d'attacco che fornisce supporto aereo.
- Ragno armato - Si tratta di un carro armato con sei zampe metalliche al posto dei cingoli (che lo fanno assomigliare appunto a un ragno) e una torretta con cannone. Si intravede per la prima volta nel gioco nella base MG del livello Sangue Amaro, quando si è nell'ascensore si può vedere una fila di due Ragni armati. In seguito si combatte nel livello Campi della morte. Si può distruggere con vari colpi di RPG, a seconda della difficoltà del gioco.
- Nave MG - una piccola nave spaziale armata con mitragliatrici e due lanciamissili, nel gioco se ne incontrano tre: una distrutta, una usata da Turok per tornare a casa e una utilizzata da Kane per scappare (quest'ultima verrà distrutta da Turok).

## Personaggi

### Whiskey Company
- Joseph Turok - È il protagonista del gioco. È astuto ed è molto abile col coltello, con l'arco e le altre armi. Sovente, è lui a tirare fuori dai guai la Whiskey Company grazie alla sua abilità e forza. È un ex membro del Wolf Pack che ha abbandonato dopo aver scoperto i metodi inumani che lo caratterizzano. Ha una cicatrice sul volto, infertagli da Kane durante l'addestramento per indicare la sua appartenenza al Wolf Pack. Doppiato da Dario Oppido.
- Cole - È il capitano della Whiskey Company, muore nel livello "Campi Della Morte", colpito da una freccia scagliata da Grimes poco prima della grande battaglia contro i soldati MG. Doppiato da Gabriele Calindri.
- Slade - È un caporale, pessimista di natura, odia Turok ritenendolo responsabile della morte di suo fratello; dopo che Turok lo salva dalla bestia marina, Slade comincia a rispettarlo fino addirittura a difenderlo quando Logan minaccia di ucciderlo. Slade è armato prima con uno SMG, più avanti con un fucile poi con un lanciafiamme e infine con un fucile ad impulsi. Riuscirà a fuggire con Turok e Shepard dal pianeta. Doppiato da Ruggero Andreozzi.
- Reese - È il cecchino del gruppo, è amico di Turok e Slade e combatte con un fucile di precisione. Muore nel livello "Fine Della Strada", quando viene colpito all'occhio destro da una freccia. Doppiato da Dario Dossena.
- Logan - È il sergente. Quando arriva sul pianeta comincia ad accusare segni di instabilità mentale. Alla morte di Cole, diventa il nuovo comandante. È equipaggiato con una pistola e in seguito con un RPG. Muore nel livello "Fine Degli Eroi", quando viene ucciso dall'elicottero che sta per distruggere. Doppiato da Claudio Colombo.
- Shepard - È il tecnico della Whiskey Company, un tipo piuttosto loquace e ottimista; è l'unico dei sopravvissuti a sapere pilotare una nave; anche lui riesce a lasciare il pianeta vivo. Doppiato da Renato Novara.
- Cowboy - È un caporale ed è l'ultimo superstite ad apparire. È equipaggiato prima con uno SMG e poi con un fucile a impulsi. Viene colpito da una freccia, ma sopravvive. Muore nel livello "Far Breccia", ucciso da Kane che gli spara allo stomaco. Doppiato da Oliviero Cappellini.
- Jericho - È il soldato più forte ed infatti è equipaggiato con una mitragliatrice Gatling. Muore nel livello "Fine Degli Eroi", quando si sacrifica per permettere a Turok e Shepard di scappare. Doppiato da Leonardo Gajo.
- Gonzales - È un soldato, è il migliore amico di Slade ed è equipaggiato con uno SMG. Muore nel livello "Madre Superiora", catturato da "Mamma Scarface" nelle sue fauci per poi presumibilmente venire dato in pasto ai piccoli dopo aver trovato il trasmettitore di emergenza. Doppiato da Claudio Beccari.
- Foster - È un soldato amico di Gonzales ed anche lui è equipaggiato con uno SMG. Muore nel livello "Madre Superiora", ucciso da uno dei cecchini. Doppiato da Gabriele Calindri.
- Carter - È un soldato con una cicatrice sull'occhio. Muore nel livello "Pagliuzza Più Corta", quando viene trascinato sotto terra da uno scorpione. Doppiato da Diego Sabre.
- Henderson - È il sergente che si vede all'inizio del livello "Il Pianeta Perduto". È l'unico ad uscire dalla nave vivo insieme a Turok e uno dei primi a vedere i dinosauri. Muore nel medesimo livello quando, cercando di mettersi in contatto con il resto dell'equipaggio, viene trascinato in un cespuglio da uno Utharaptor. Doppiato da Massimo Di Benedetto.
- Parker - È il medico della compagnia. Viene ucciso nella battaglia del livello "Campi Della Morte" dal momento che a battaglia finita manca all'appello. Doppiato da Massimo Di Benedetto.
- Lewis -  È il vice di Cole. Muore nel livello "Campi Della Morte" venendo indicato come uno degli ufficiali morti. Doppiato da Renato Novara.

### Wolf Pack
- Roland Kane - È il capo del Wolf Pack ed il principale antagonista, nonché ex mentore di Turok. Grazie a lui Turok ha acquisito la sua grande maestria nell'uso dell'arco e del coltello. Roland Kane è stato ingaggiato dalla Mendell-Grumman per l'esplorazione dei pianeti e per scoprire nuove armi biologiche. Viene ucciso da Turok nell'ultimo livello. Doppiato da Diego Sabre.
- John Grimes - È il braccio destro di Kane. È equipaggiato con un arco che sa usare con un'abilità incredibile. Nel livello "Fantasmi nell'Ombra" intrappola Turok con il coltello e cerca di convincerlo a tornare nel Wolf Pack. Non prende parte direttamente ai combattimenti, ma ferisce Cowboy e uccide Cole e Reese. Muore nel livello "Far breccia" schiacciato da un pezzo di cemento armato, mentre teneva sotto tiro Turok e i suoi compagni. Doppiato da Pietro Ubaldi.
- Robert Slade - Questo personaggio non appare ma viene solo menzionato; è il fratello maggiore di Slade ed era un membro del Wolf Pack insieme a Turok. Durante una missione in Colombia con Turok e Kane, perse la vita mentre Turok riuscì a sopravvivere, per questo Slade odia così profondamente il protagonista.

### Mendell-Grumman
- Soldati MG - Sono dei soldati che la Mendell-Grumman ha affidato al comando di Kane per l'esplorazione di nuovi pianeti. Sono sparsi un po' ovunque sul pianeta con il compito di uccidere i superstiti della Wishkey Company. Hanno armature e divise differenziate per grado e capacità e sanno usare le armi molto bene, sono anche esperti scienziati e tecnici.
- Soldati MG semplici - Questi soldati MG sono equipaggiati con SMG e pistole e si incontrano soprattutto nei primi livelli di gioco. Hanno la visiera che cambia colore a seconda dello stato di allerta.
- Soldati MG veterani - Sono equipaggiati con il fucile da caccia. Sono molto forti negli scontri ravvicinati, con i bengala del fucile possono spingere i dinosauri ad attaccare Turok. Anche loro hanno la visiera che cambia colore a seconda dello stato di allerta.
- Soldati MG Elite - I soldati MG d'élite sono le forze speciali della Mendel-Gruman. Sono equipaggiati con fucili a impulsi e sono utilizzati spesso per assalti in forze. Non hanno la visiera colorata come gli altri, ma solo un casco con una visiera scura.
- Soldati MG flammieri - Sono equipaggiati con il lanciafiamme e hanno un'armatura molto resistente. Appaiono solo negli ultimi livelli. Non hanno la visiera colorata ma un casco con la visiera scura e non si possono accoltellare per via della loro corazza, se non presi di sorpresa.
- Soldati MG Armi Pesanti - Questi soldati MG sono equipaggiati con la Minigun. Sono molto forti, hanno un'ottima armatura e vengono impiegati per il fuoco di copertura, per impedire ai nemici di muoversi agevolmente o per sgombrare le aree. Non possono essere accoltellati se non di sorpresa.
- Soldati MG Cecchino - Sono equipaggiati con il fucile da cecchino. Attaccano da lontano e sanno nascondersi bene. Appaiono soltanto cinque volte durante il gioco ma sono molto pericolosi: con un colpo alla testa possono uccidere all'istante. Hanno una corazza leggera.
- Soldati MG RPG - Sono soldati equipaggiati con un RPG e possono bombardare il nemico. Appaiono soltanto due volte nel gioco e se il nemico si avvicina usano la pistola. Hanno una corazza leggera adatta a facilitare il trasporto della loro pesante arma.
- Soldati MG con arma adesiva - Non s'incontrano mai soldati MG con l'arma adesiva durante il gioco, se ne vedrànno soltanto 3 morti. Il loro costume è simile a quello dei soldati semplici, con la visiera colorata.

## Armi
- Coltello da combattimento ORO P23 - Un coltello in carbonio che permette a Turok di muoversi in modo molto rapido e silenzioso.
- Arco in materiale composito ORO C9 Perforator - Un arco molto resistente, adatto per uccidere i nemici a distanza senza fare rumore e senza essere visti. La funzione di fuoco secondario equipaggia l'arco con frecce esplosive di Tek.
- Pistola ORO HOG - Una pistola efficace sulle brevi distanze e utile contro i dinosauri più piccoli. Come funzione secondaria spara una breve raffica. Se ne può impugnare una per mano.
- Mitragliatrice ORO FP9 (SMG) - Una mitragliatrice d'ordinanza che può essere munita di un silenziatore per uccidere in maniera furtiva. Impugnabile in ogni mano, sarà la prima arma che il giocatore troverà.
- Fucile ORO Enforcer - Un fucile a pompa molto potente ed efficace sulle brevi distanze. Anch'esso può essere impugnato in ciascuna mano. In modalità secondaria spara dei bengala che possono distrarre i dinosauri o indurli ad attaccare i mercenari e/o altri dinosauri.
- Minigun ORO War Horse - Una minigun capace di sparare una cascata di proiettili, anche se richiede qualche attimo prima di iniziare a sparare. In funzione alternativa, può essere utilizzata come torretta automatica che fornisce fuoco di copertura, senza interventi di Turok. Al contrario delle altre armi non può essere utilizzata in modalità "Fuoco di Precisione".
- Lanciarazzi ORO RedFist (RPG) - Un lanciarazzi molto potente. Con la funzione secondaria il lanciarazzi spara un missile a ricerca che aggancia un nemico e lo insegue.
- Fucile a impulsi ORO L66 - Un fucile automatico che spara proiettili all'uranio impoverito ad alta penetrazione. Praticamente inarrestabile e buono sulle grandi distanze, ma si surriscalda rapidamente. In modalità secondaria spara delle granate di energia.
- Fucile di precisione TRIGLAV 92 Stalker (T92) - Un fucile potentissimo e preciso. Ottimo sulle lunghe distanze, scarso sulle più brevi. Il mirino telescopico ingrandisce dal livello x2 a x10. A eccezione del mirino di precisione, non possiede una modalità di fuoco secondaria.
- Arma adesiva ESUS Blackfly - Una piccola arma che lancia bombe che si attaccano al bersaglio e si fanno detonare a distanza. Tramite la funzione secondaria depone delle mine che esplodono all'avvicinarsi di un dinosauro o di un soldato. È possibile impugnarne una per mano.
- Lanciafiamme ESUS Fireblade - Un lanciafiamme a corto raggio che brucia qualsiasi nemico o creatura. La funzione di fuoco secondario permette di lanciare granate al napalm.
- Granate ORO FG8 - Granate a frammentazione molto efficaci e a vasta area d'effetto. A differenza delle altre armi non devono essere selezionata prima dell'uso ma possono essere lanciata in qualunque momento, purché non si stiano usando due armi a una mano.
- Torrette automatiche - Le strutture e gli spazi MG o Wolf Pack sono difesi da torrette automatiche per impedire agli intrusi di addentrarsi. Le torrette sono quasi sempre mitragliatrici, ma nell'ultimo livello appaiono torrette lanciarazzi.